# Kozak (obraz Józefa Chełmońskiego)
Kozak – obraz olejny polskiego malarza Józefa Chełmońskiego powstały 1882 roku. Dzieło sygnowane w lewym dolnym rogu "JÓZEF CHEŁMOŃSKI 1892". Obraz należy do kolekcji Muzeum Narodowego w Krakowie.

## Historia
Obraz należał do etnografów wiązanych z Zakopanym, Bronisława i Marii Dembowskich. Po śmierci Marii w 1922 roku, zgodnie z jej wolą, miał zostać przekazany do Muzeum Narodowego w Krakowie. Wykonawcy testamentu Jadwiga Sienkiewiczówna oraz Józef Mehoffer tymczasowo zatrzymali dzieło w Muzeum Tatrzańskim im. Tytusa Chałubińskiego w Zakopanym. Po ustanowieniu kuratorium które miało czuwać nad dalszymi losami spadku, dzięki zaangażowaniu pułkownika Tadeusza Korniłowicza (męża Jadwigi Sieniewiczówny) dzieło ostatecznie przekazano we wrześniu 1934 roku do Muzeum Narodowego w Krakowie.

## Opis
Obraz przestawia jeźdźca na koniu w grantowym mundurze z czerwonymi lampasami. Jeździec odwrócony jest do obserwatora plecami. Na plecach ma karabin, przy pasie szablę, a na prawym ramieniu przytroczoną lance kawaleryjską. Dominatom kompozycji jest ciemna sylwetka jeźdźca i konia w centrum obrazu. Tło stanowi grupa żołnierzy na koniach i duża plama jasnego, szarego nieba.

## Udział w wystawach
- Salon Aleksandra Krywulta, 1883, Warszawa
- Pałac Sztuki TPSP, 1948, Kraków
- 1987-1988, Muzeum Narodowe w Poznaniu[2]
- CHEŁMOŃSKI, 2001-04-05 - 2001-07-31; Muzeum Literatury im. Adama Mickiewicza
- Józef Chełmoński - romantyczny realista, 2005-04-14 - 2005-06-30; Muzeum w Sosnowcu
- Dzieje Pracowni. Józef Chełmoński, Adam Chmielowski, Stanisław Witkiewicz, Antoni Piotrowski w pracowni w Hotelu Europejskim w Warszawie, 2010-03-21 - 2010-06-06; Muzeum Narodowe w Poznaniu
- Kresy w sztuce, 2019-02-16 - 2019-06-23; Muzeum w Gliwicach
- Józef Chełmoński, 2024-09-26 - 2025-02-21; Muzeum Narodowe w Warszawie
- Józef Chełmoński 1849-1914, 2025-03-02 - 2025-07-13; Muzeum Narodowe w Poznaniu[1]